# 朝來市
朝來市（日语：／ Asago shi */?）是位于日本兵庫縣北部但馬地域的城市，轄區位於中國山地內，因此多為山區地形，主要市區集中在圓山川及市川沿岸山谷中。

## 人口
| 朝來市人口分布圖 |                                               |  |
| 朝來市與日本全國年齡別人口分布比較圖 （2005年資料） | 朝來市的年齡、男女別人口分布圖 （2005年資料） |  |
| ■紫色是朝來市 ■綠色是全国 | ■藍色是男性 ■紅色是女性                       |  |
| 朝來市人口變化 \| 1970年 \| 39,506人 \| \| \| 1975年 \| 37,763人 \| \| \| 1980年 \| 36,850人 \| \| \| 1985年 \| 37,149人 \| \| \| 1990年 \| 36,625人 \| \| \| 1995年 \| 36,766人 \| \| \| 2000年 \| 36,069人 \| \| \| 2005年 \| 34,791人 \| \| \| 2010年 \| 32,814人 \| \| \| 2015年 \| 30,805人 \| \| \| 2020年 \| 28,989人 \| \| |                                               |  |
| 資料來源：日本總務省統計中心提供之人口普查數據 |                                               |  |
| 1970年 | 39,506人                                      |  |
| 1975年 | 37,763人                                      |  |
| 1980年 | 36,850人                                      |  |
| 1985年 | 37,149人                                      |  |
| 1990年 | 36,625人                                      |  |
| 1995年 | 36,766人                                      |  |
| 2000年 | 36,069人                                      |  |
| 2005年 | 34,791人                                      |  |
| 2010年 | 32,814人                                      |  |
| 2015年 | 30,805人                                      |  |
| 2020年 | 28,989人                                      |  |

## 歷史
在過去全市轄區皆屬但馬國朝來郡，15世紀控制但馬國的山名氏在此建了竹田城；自16世紀起開始開採的生野銀山，為掌握財源，從織田信長開始，此後此地一直以來都成為掌握天下者的直屬領地；江戶時代也僅有少部分區域被劃為出石藩、豐岡藩，以生野銀山周邊的區域依然是幕府直轄的天領，由生野奉行管理。
1868年，日本廢除江戶幕府後，先後劃歸府中裁判所、久美濱縣、生野縣、豐岡縣管轄，直到1876年才被整併到兵庫縣。
1889年日本實施町村制，朝來郡下設枚田村、東河村、梁瀨町、粟鹿村、與布土村、竹田村、中川村、山口村、生野町，共1町8村。經歷1950年代的昭和大合併後，被整併為生野町、和田山町、山東町、朝來町共4町；2005年，這四個町再次整合，合併為現在的朝來市。

### 變遷表
| 1889年4月1日 | 1889年-1926年       | 1926年-1944年          | 1944年-1954年          | 1954年-1989年          | 1954年-1989年          | 1989年-現在         | 現在                |
| ------------ | ------------------- | ---------------------- | ---------------------- | ---------------------- | ---------------------- | ------------------- | ------------------- |
| 大藏村       | 大藏村              | 大藏村                 | 大藏村                 | 1955年3月31日 南但町   | 1956年9月30日 和田山町 | 2005年4月1日 朝來市 | 2005年4月1日 朝來市 |
| 糸井村       |                     |                        |                        | 1955年3月31日 南但町   | 1956年9月30日 和田山町 | 2005年4月1日 朝來市 | 2005年4月1日 朝來市 |
| 枚田村       | 枚田村              | 1930年4月10日 和田山町 | 1930年4月10日 和田山町 | 1955年3月31日 和田山町 | 1956年9月30日 和田山町 | 2005年4月1日 朝來市 | 2005年4月1日 朝來市 |
| 東河村       |                     |                        |                        | 1955年3月31日 和田山町 | 1956年9月30日 和田山町 | 2005年4月1日 朝來市 | 2005年4月1日 朝來市 |
| 竹田村       | 竹田村              | 1927年1月1日 竹田町    | 1927年1月1日 竹田町    | 1927年1月1日 竹田町    | 1956年9月30日 和田山町 | 2005年4月1日 朝來市 | 2005年4月1日 朝來市 |
| 梁瀨村       | 1926年4月1日 梁瀨町 | 1926年4月1日 梁瀨町    | 1954年3月31日 山東町   | 1954年3月31日 山東町   | 1954年3月31日 山東町   | 2005年4月1日 朝來市 | 2005年4月1日 朝來市 |
| 粟鹿村       |                     |                        | 1954年3月31日 山東町   | 1954年3月31日 山東町   | 1954年3月31日 山東町   | 2005年4月1日 朝來市 | 2005年4月1日 朝來市 |
| 與布土村     |                     |                        | 1954年3月31日 山東町   | 1954年3月31日 山東町   | 1954年3月31日 山東町   | 2005年4月1日 朝來市 | 2005年4月1日 朝來市 |
| 中川村       | 中川村              | 中川村                 | 1954年3月31日 朝來町   | 1954年3月31日 朝來町   | 1954年3月31日 朝來町   | 2005年4月1日 朝來市 | 2005年4月1日 朝來市 |
| 山口村       |                     |                        | 1954年3月31日 朝來町   | 1954年3月31日 朝來町   | 1954年3月31日 朝來町   | 2005年4月1日 朝來市 | 2005年4月1日 朝來市 |
| 生野町       |                     |                        |                        |                        |                        | 2005年4月1日 朝來市 | 2005年4月1日 朝來市 |

## 交通

### 鐵路
- 西日本旅客鐵道（JR西日本）
  - 山陰本線：（←福知山市） - 梁瀨車站 - 和田山車站 - （養父市→）
  - 播但線：（←神河町） - 生野車站 - 新井車站 - 青倉車站 - 竹田車站 - 和田山車站

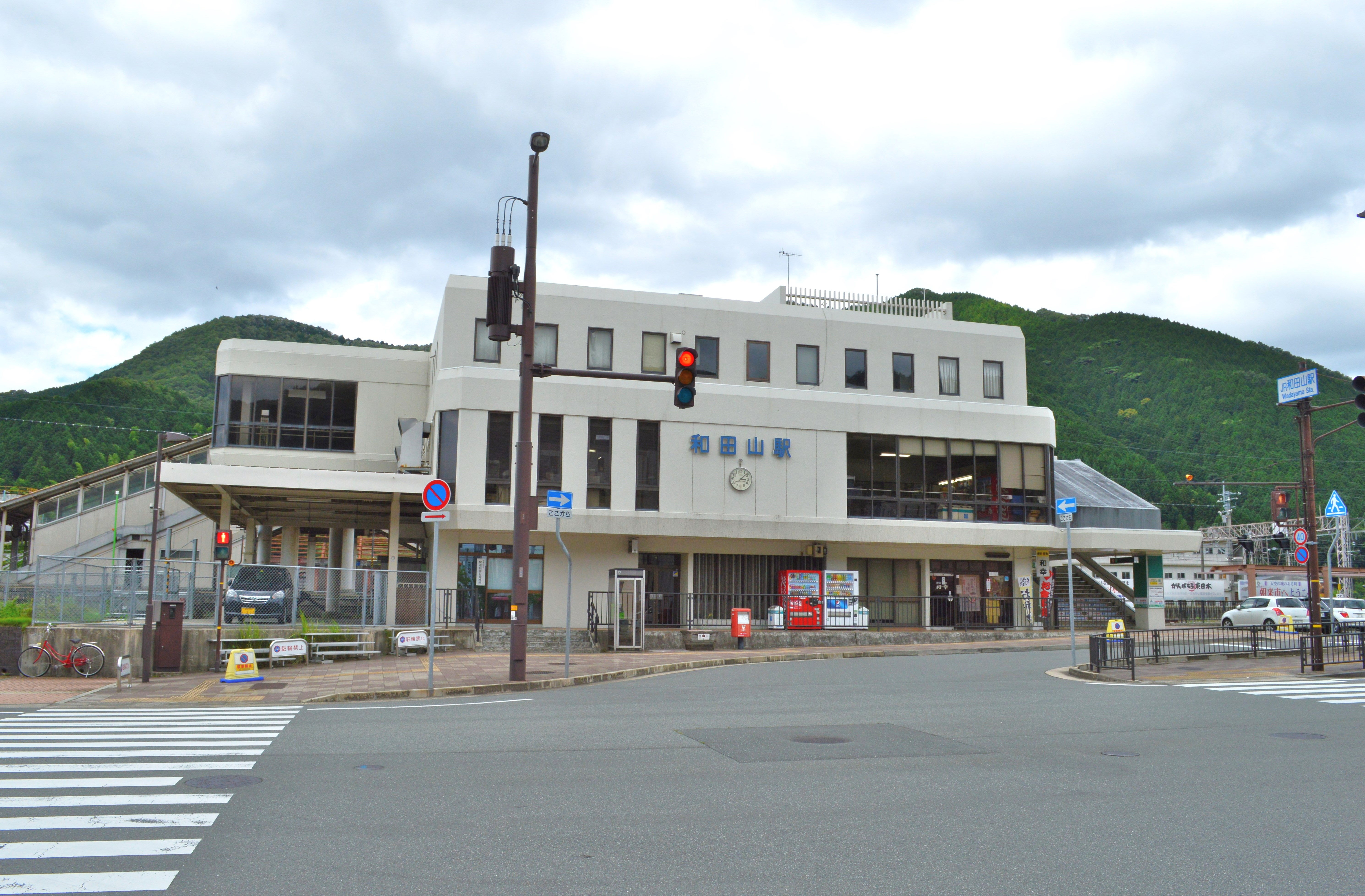
和田山車站
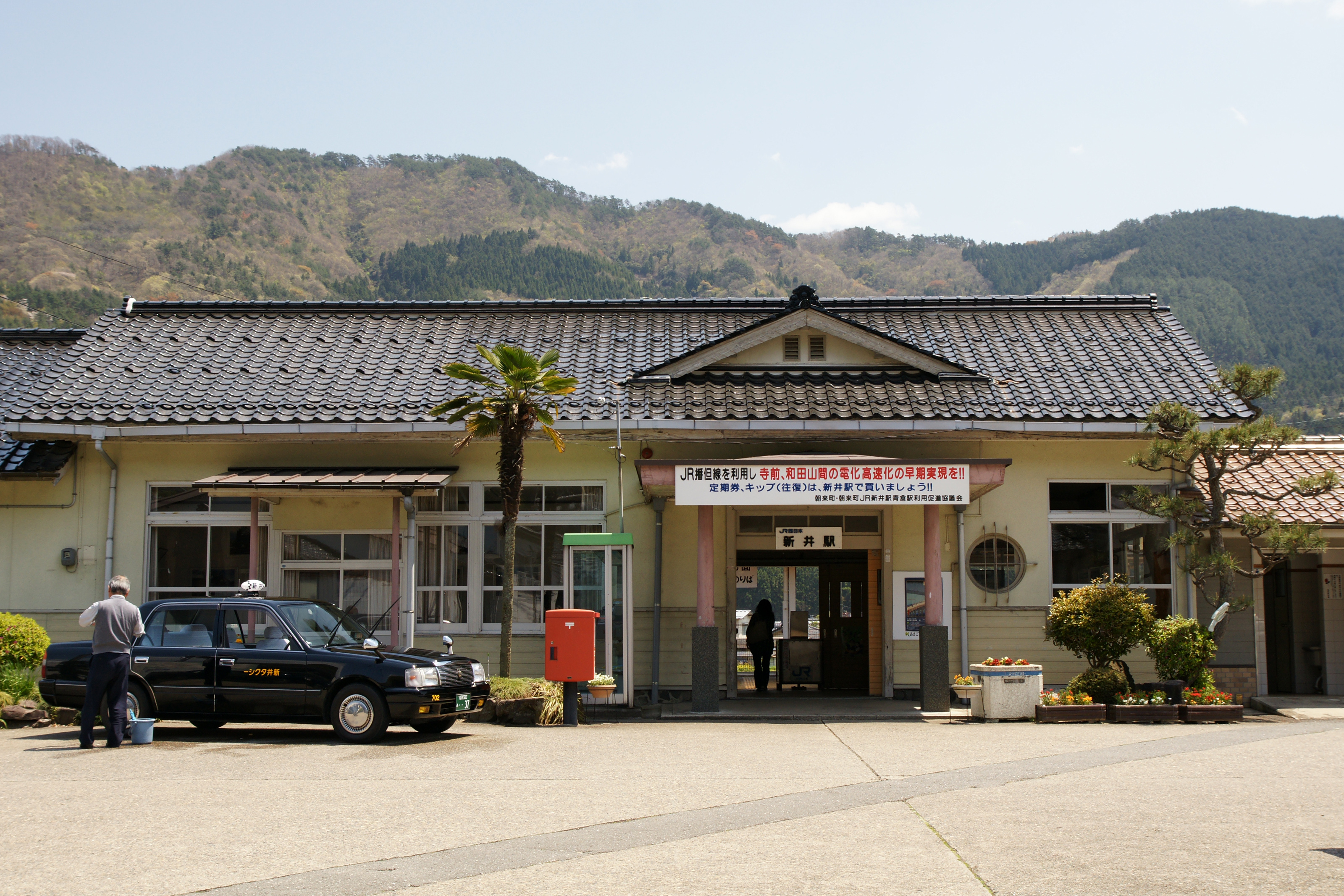
新井車站
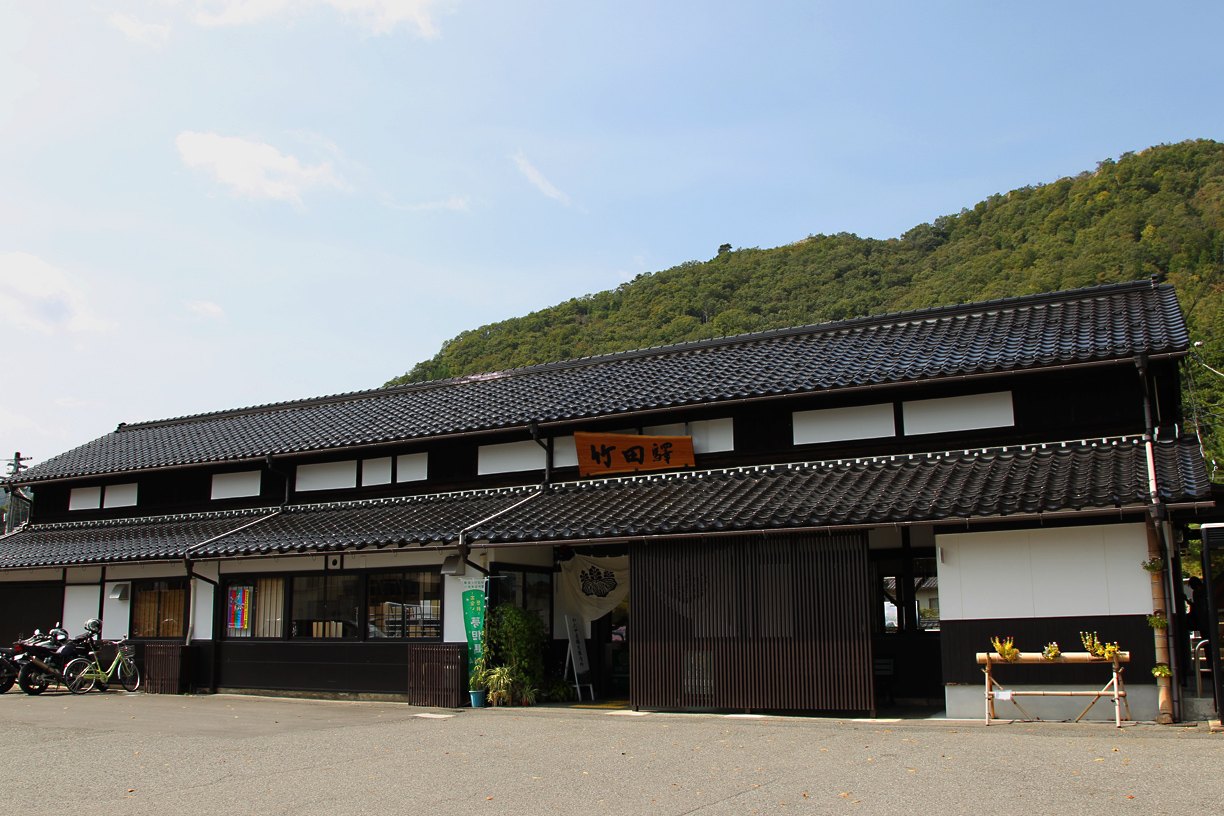
竹田車站

### 道路
高速道路
- 北近畿豐岡自動車道：（丹波市） - 山東交流道（日语：山東インターチェンジ） - 山東休息區（日语：道の駅但馬のまほろば） - 和田山系統交流道（日语：和田山インターチェンジ） - （養父市）
- 播但连络道路：（神河町） - 生野匝道 - 生野北第一匝道 - 生野北第二匝道 - 朝來服務區 - 朝來交流道  - 和田山休息區（日语：和田山パーキングエリア） - 和田山系統交流道

國道
- 國道9號、國道312號（日语：国道312号）、國道427號（日语：国道427号）、國道429號（日语：国道429号）

## 觀光資源
朝來地區
- 神子畑
  - 神子畑選礦所（日语：神子畑選鉱所）
  - 神子畑鑄鐵橋（日语：神子畑鋳鉄橋）
  - ムーセ旧居（日语：ムーセ旧居）
- 朝來藝術之森美術館（日语：あさご芸術の森美術館）
- 青倉神社（日语：青倉神社）

山東地區
- 粟鹿神社：但馬國一宮、名神大社
- 樂音寺（日语：楽音寺）

和田山地區
- 竹田城遺跡
- 播但線竹田車站：木造車站及周邊地區街道
- 立雲峽（日语：立雲峡）
- 糸井溪谷（日语：糸井渓谷）

生野地區
- 生野銀山（日语：生野銀山）
- 銀山湖（日语：生野ダム）
- 銀山町迴廊（日语：銀山まち回廊）
  - 但陽信用金庫會館（日语：但陽信用金庫会館）
  - 舊吉川家住宅（日语：旧吉川家住宅）：建於1832年
- 黑川溫泉（日语：黒川温泉 (兵庫県)）
- 大明寺（日语：大明寺 (朝来市)）

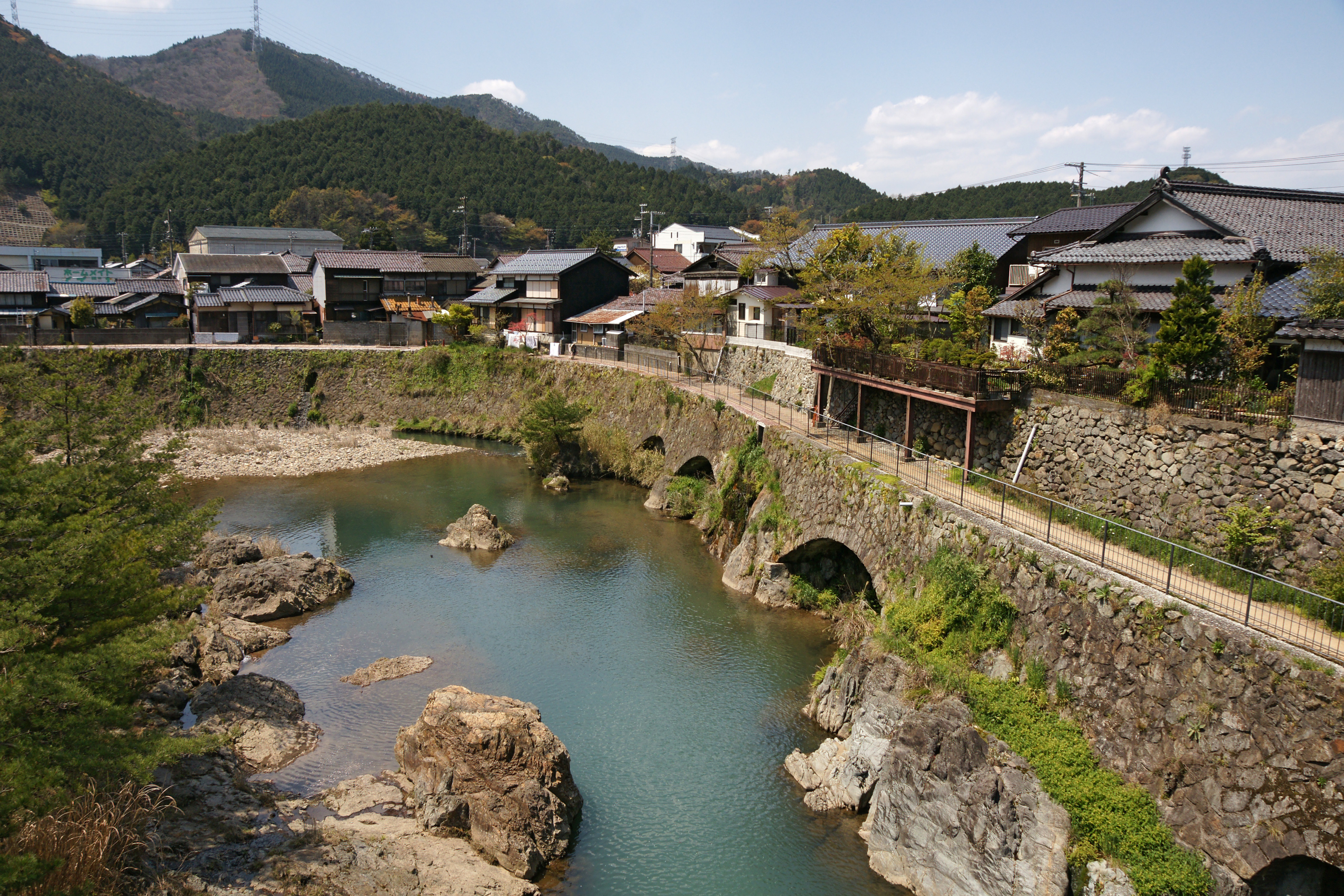
口銀谷地區的風景（銀山町迴廊）
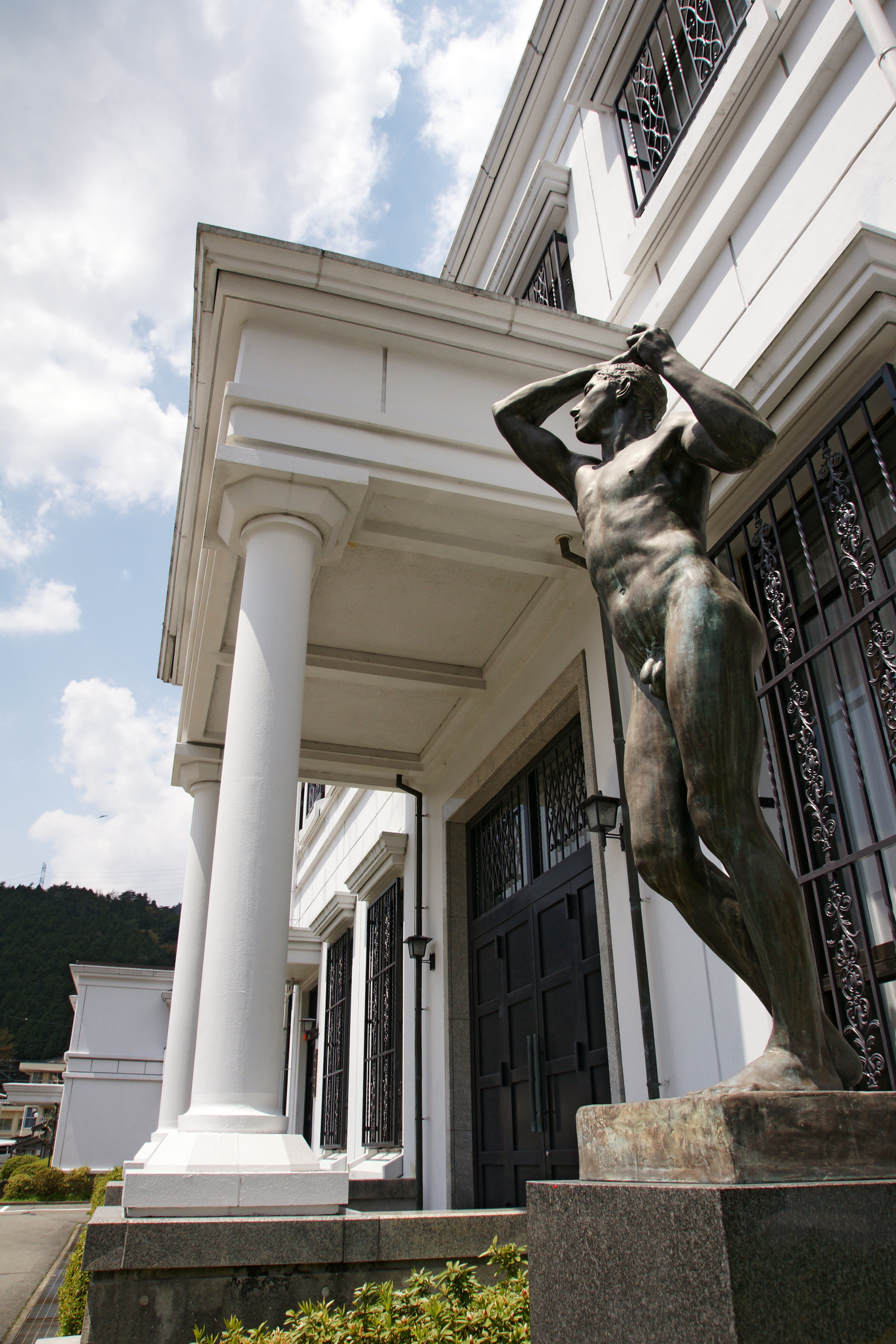
但陽信用社會館（但陽會館）
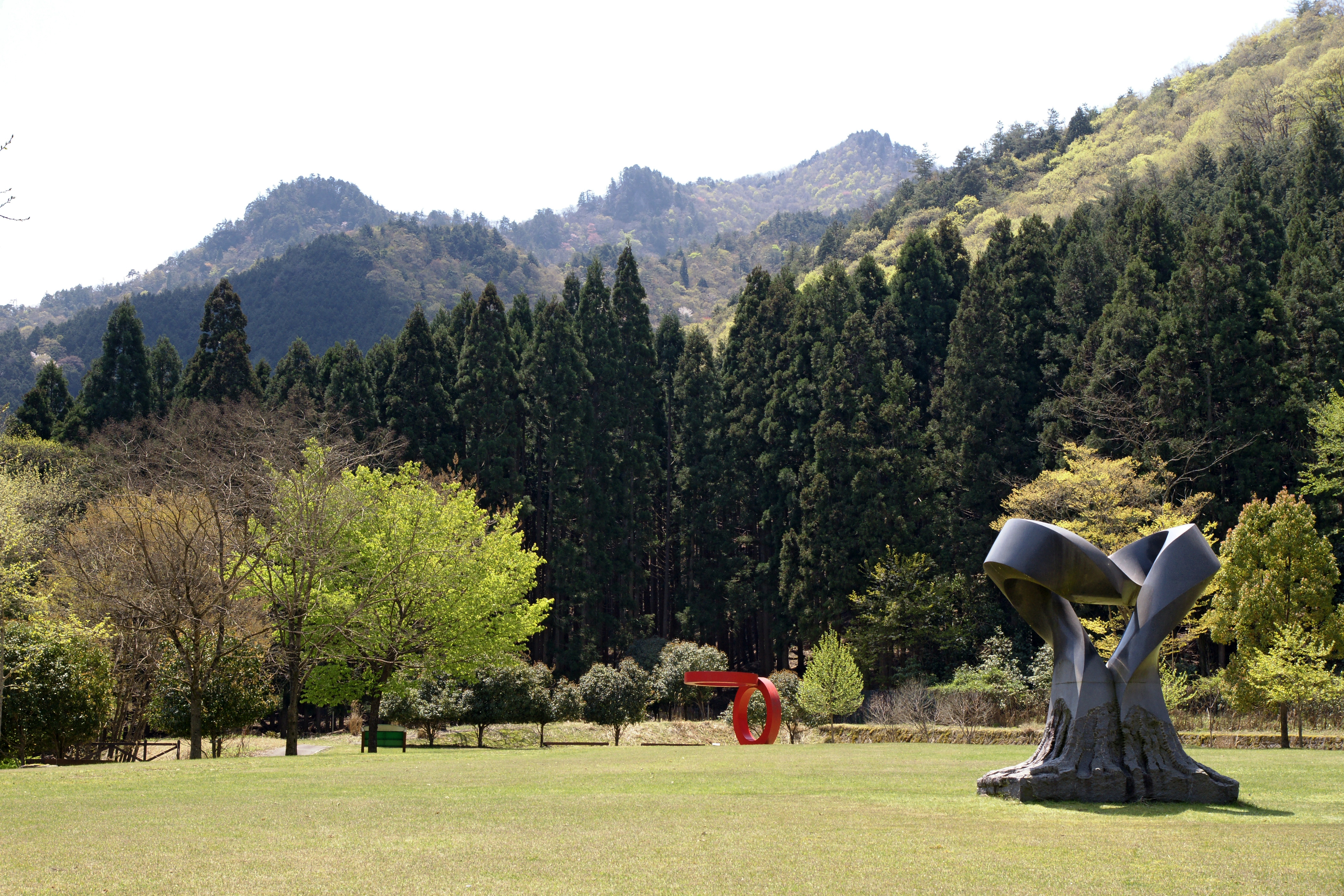
朝來藝術之森
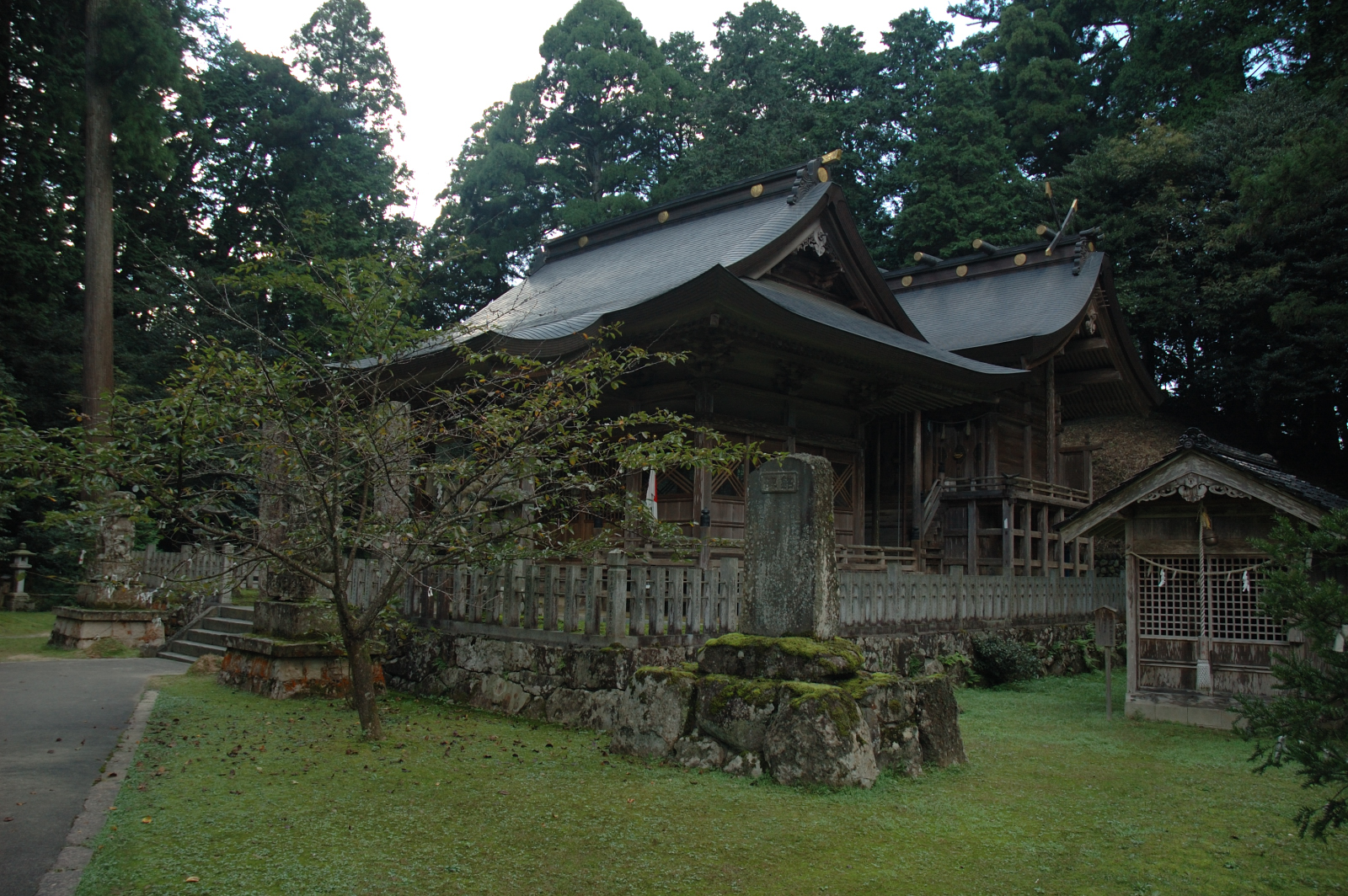
粟鹿神社
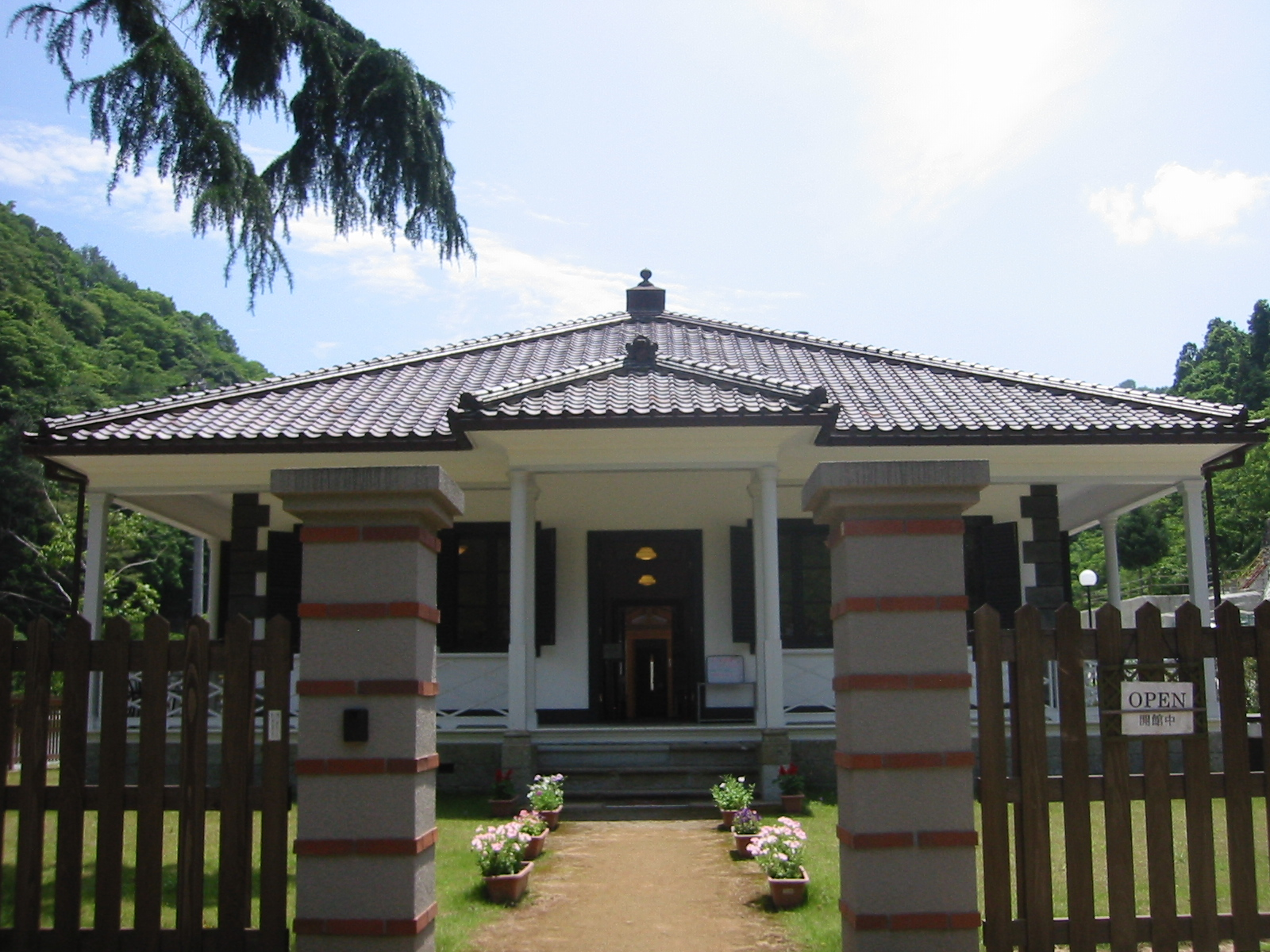
ムーセ旧居
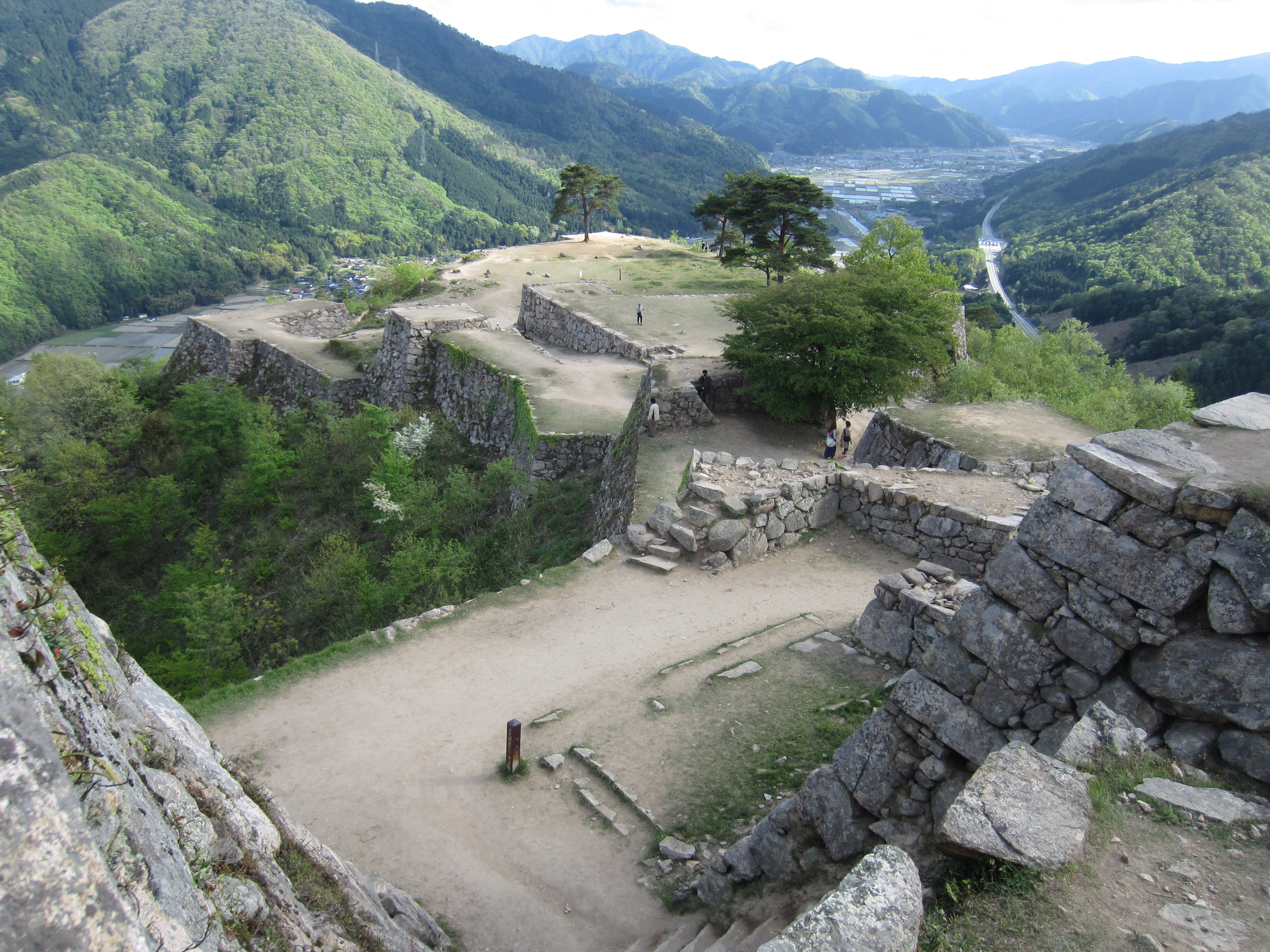
竹田城遺跡

## 友好城市

### 日本
- 壹岐市（長崎縣）

### 海外
- Newberg（英语：Newberg, Oregon）（美國俄勒冈州揚希爾縣）
- 珀斯（加拿大安大略省拉納克縣）
- 巴尔比宗（法國法蘭西島大區塞纳-马恩省）

## 本地出身之名人
- 志村喬：演員、曾擔任多部黑澤明作品的主演男演員。
- 和田三造：畫家、曾獲得第27屆奧斯卡金像獎最佳服裝設計獎。
- 淀井敏夫：雕刻家、曾獲得日本文化勋章。